# Абілєв Велі Муратович
Велі Муратович Абілєв (Абілов, Габильов, Габілов; (1898 , Сімферопольський повіт, Таврійська губернія  — 1945 )) — кримськотатарський письменник, педагог, публіцист і журналіст. Директор Кримськотарського педагогічного технікуму (1925—1925). Директор Кримського інституту спеціальних культур імені М. І. Калініна (1933—1934). Член ВКП(б). Провів у таборах сім років. Посмертно реабілітований в 1957 році.

## Біографія
Народився в 1898 році на території Жовтневого району Криму в родині селян.
Початкову освіту здобув у сільській школі, де його вчителем був Абдулла Лятіф-заде. З 1914 по 1919 рік вчителював у селах Мурзабек та Баїм Євпаторійського повіту.
У 1920 році став головою сільревкому в Мурзабеці. З 1921 по 1923 році навчався в Москві в Комуністичному університеті трудящих Сходу імені Й. В. Сталіна. Повернувшись до Криму очолив татарське обласне відділення радянської партійної школи. Читав лекції із суспільствознавства на обласних курсах вчителів. З 1925 по 1926 рік співробітник політосвіти Наркомосу. У 1925 році був призначений завідувачем татарського педагогічного технікуму, де перебував на посаді протягом одного навчального року. Був членом ВКП(б).
З 1920-х років публікувався в газетах і журналах Кримського півострова. Автор статей, художньої прози і п'єс. П'єси «Аділь яхут бинъден бірі» («Аділь, або один з тисячі») та «Учь їв» («Три шляхи»), які були поставлені Кримським державним татарським театром у період з 1925 по 1927 рік. Абілєву також належать п'єси «Эльвида» («Прощай») та «Омюр баари» («Весна життя»).
У 1928 році вступив до Ленінградського інституту політосвіти. Закінчивши інститут, був призначений директором Кримського інституту спеціальних культур імені М. І. Калініна (1933—1934). З 1935 по 1938 рік — виконувач обов'язків редактора в газеті «Янъы дюнья» («Новий світ»).
18 вересня 1937 року був заарештований і звинувачений в участі в контрреволюційній організації" Міллі фірка. 14 серпня 1938 року Особлива нарада при НКВС СРСР засудила його на вісім років виправно-трудових таборів за 58-ю статтею Кримінального кодексу РСФРР.
Помер у 1945 році в таборі. 18 липня 1957 року Кримський обласний суд посмертно реабілітував Велі Абілєва.